# Hrabstwo Guadalupe (Nowy Meksyk)
Hrabstwo Guadalupe (ang. Guadalupe County) – hrabstwo w stanie Nowy Meksyk w Stanach Zjednoczonych.

## Miasta
- Santa Rosa
- Vaughn

## CDP
- Anton Chico
- Llano del Medio
- Newkirk
- Pastura
- Puerto de Luna